# Лаллеман (лунный кратер)
Кратер Лаллеман (лат. Lallemand) — небольшой ударный кратер в юго-западной части видимой стороны Луны. Название присвоено в честь французского астронома Андре Лальмана (1904—1978) и утверждено Международным астрономическим союзом в 1985 г. 

## Описание кратера

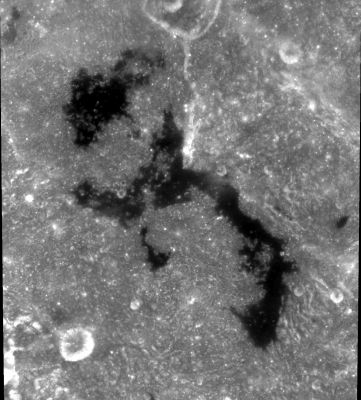
Окрестности кратера Лаллеман (слева внизу). Снимок зонда Clementine.

Ближайшими соседями кратера являются кратеры Шлютер и Хартвиг на севере; кратер Рокка на востоке; кратер Эйхштедт на юго-востоке и кратер Копф на западе-юго-западе. На западе в непосредственной близости от кратера находятся горы Рук и за ними Озеро Весны; на северо-востоке Озеро Осени и за ним горы Кордильеры. Селенографические координаты центра кратера 14°24′ ю. ш. 84°13′ з. д. / 14,4° ю. ш. 84,21° з. д., диаметр 16,7 км, глубина 1,7 км.
Кратер Лаллеман имеет циркулярную чашеобразную форму с небольшим выступом в юго-западной части. Вал с четко очерченной кромкой и гладким внутренним склоном с высоким альбедо. На западной части внутреннего склона находится маленький кратер. Высота вала над окружающей местностью достигает 750 м.  Дно чаши имеет диаметр приблизительно в половину диаметра кратера. 
До получения собственного наименования в 1985 г. кратер имел обозначение Копф A (в системе обозначений так называемых сателлитных кратеров, расположенных в окрестностях кратера, имеющего собственное наименование).
За счет своего расположения у юго-западного лимба Луны кратер при наблюдениях имеет искаженную форму, наблюдения зависят от либрации.

## Сателлитные кратеры
Отсутствуют.

## См.также
- Список кратеров на Луне
- Лунный кратер
- Морфологический каталог кратеров Луны
- Планетная номенклатура
- Селенография
- Минералогия Луны
- Геология Луны
- Поздняя тяжёлая бомбардировка